# Amphisbetia furcata
Amphisbetia furcata är en nässeldjursart som först beskrevs av Trask 1857.  Amphisbetia furcata ingår i släktet Amphisbetia och familjen Sertulariidae. Inga underarter finns listade i Catalogue of Life.